# Challengers (film)
Challengers is een Amerikaanse romantische sportfilm uit 2024, geregisseerd door Luca Guadagnino en geschreven door Justin Kuritzkes.

## Verhaal
Tashi Donaldson (Zendaya) is een voormalig toptennisser die door een blessure moest stoppen. Ze coacht nu haar man Art Donaldson (Mike Faist). Wanneer zijn resultaten bergaf gaan, schrijft ze hem in voor een "Challenger event" tegen zijn voormalige beste vriend en tevens Tashi's ex-geliefde Patrick (Josh O'Connor).

## Rolverdeling
| Acteur        | Personage     |
| ------------- | ------------- |
| Zendaya       | Tashi Duncan  |
| Josh O'Connor | Patrick Zweig |
| Mike Faist    | Art Donaldson |
| Jake Jensen   | Finn Larsen   |
| Hailey Gates  | Helen         |

## Productie
In februari 2022 werd aangekondigd dat Metro-Goldwyn-Mayer de film had binnengehaald, met Luca Guadagnino als regisseur en Zendaya, Josh O'Connor en Mike Faist in de hoofdrollen. Zendaya produceerde de film ook mee. De filmopnames gingen van start op 3 mei 2022 in Boston, waar een casting-oproep plaatsvond voor lokale bewoners om auditie te doen voor de rol van tennissers, algemene figuranten en stand-ins. Ter voorbereiding op haar rol trainde Zendaya drie maanden bij voormalig tennisser en coach Brad Gilbert.
Op 20 juni 2023 werd de eerste officiële filmtrailer vrijgegeven.

## Release en ontvangst
Challengers was oorspronkelijk gepland als openingsfilm van het Filmfestival van Venetië 2023 maar de release werd uitgesteld vanwege de aanhoudende SAG-AFTRA-staking in 2023. De film ging op 26 maart 2024 in première in Sydney, Australië.
De film ging op 26 april 2024 in première in de Amerikaanse bioscopen.
De film kreeg overwegend positieve kritieken van de filmcritici, met een score van 96% op Rotten Tomatoes, gebaseerd op 56 beoordelingen.

## Prijzen en nominaties
De belangrijkste:
| Jaar | Prijs         | Categorie                                      | Genomineerde(n)                                                      | Uitslag     |
| ---- | ------------- | ---------------------------------------------- | -------------------------------------------------------------------- | ----------- |
| 2025 | Golden Globes | Beste film – musical of komedie                | Beste film – musical of komedie                                      | Genomineerd |
| 2025 | Golden Globes | Beste actrice in een film – musical of komedie | Zendaya                                                              | Genomineerd |
| 2025 | Golden Globes | Beste filmmuziek                               | Trent Reznor en Atticus Ross                                         | Gewonnen    |
| 2025 | Golden Globes | Beste nummer                                   | "Compress / Repress" (Trent Reznor, Atticus Ross en Luca Guadagnino) | Genomineerd |